# Promenade Alain-Devaquet
La promenade Alain-Devaquet est une voie située dans le 11e arrondissement de Paris, en France.

## Origine du nom
La voie porte son nom en hommage à Alain Devaquet (1942-2018), chimiste et homme politique français ayant été maire du 11e arrondissement de 1983 à 1995.